# Ostichthys kinchi
Ostichthys kinchi là một loài cá biển thuộc chi Ostichthys trong họ Cá sơn đá. Loài này được mô tả lần đầu tiên vào năm 2017.

## Từ nguyên
Từ định danh kinchi được đặt theo tên của Tiến sĩ Jeff Kinch, Hiệu trưởng Trường Cao đẳng Thủy sản Quốc gia (Kavieng, Papua New Guinea), đồng thời là người sáng lập Viện Nghiên cứu và Nuôi trồng Nông sản, là nơi đã tổ chức chuyến thám hiểm đa dạng sinh học biển năm 2014, cũng là dịp mà loài cá này được phát hiện.

## Phân bố
O. kinchi hiện chỉ được biết đến tại ngoài khơi Kavieng (phía bắc đảo New Ireland, Papua New Guinea). Loài này được tìm thấy ở vùng nước có độ sâu khoảng 191–290 m.

## Mô tả
Chiều dài cơ thể lớn nhất được ghi nhận ở O. kinchi là 18,3 cm.
Số gai ở vây lưng: 12; Số tia vây ở vây lưng: 12; Số tia vây ở vây ngực: 17; Số gai ở vây hậu môn: 4; Số tia vây ở vây hậu môn: 11; Số gai ở vây bụng: 1; Số tia vây ở vây bụng: 7; Số vảy đường bên: 28.